# Chicago V
Chicago V je četrti studijski album chichaške rock zasedbe Chicago, ki je izšel leta 1972. Gre za prvi enojni album skupine, pred njim so namreč izšli le dvojni studijski albumi (Chicago Transit Authority, Chicago in Chicago III) in četvorni album v živo (Chicago at Carnegie Hall).

## Zgodovina
Po izdaji albuma Chicago III leta 1971, se je skupina namesto produciranja dvojnih albumov s skladbami, aranžiranimi v dolge suite, odločila za pripravljanje enojnih albumov z bolj zgoščenimi skladbami. Chicago V je znan tudi po večinskem prispevku skladb Roberta Lamma, ki je skomponiral osem skladb od skupno desetih. Terry Kath je napisal in odpel zadnjo skladbo z albuma »Alma Mater«, v kateri je pokazal znanje akustične kitare. To je bil zadnji album skupine v času delovanja Cetere, ki ni vseboval nobene njegove skladbe. Skladba »A Hit by Varèse« je bila posvečena francosko-ameriškemu skladatelju Edgardu Varèseju.
Album je bil posnet tik pred izdajo albuma Chicago at Carnegie Hall, izšel pa je julija 1972. Single »Saturday in the Park« je bil do tedaj nejvečji hit skupine in je dosegel 3. mesto lestvice Billboard Hot 100. Chicago V je bil kritično dobro sprejet in je postal prvi album skupine, ki je dosegel vrh lestvice Billboard 200, kjer je ostal devet tednov. V Združenem kraljestvu je album dosegel 24. mesto lestvice. Naslednji single z albuma, »Dialogue (Part I & II)«, je prav tako postal hit in je v ZDA dosegel 24. mesto lestvice.
Album je bil miksan in izdan tako v stereu kot kvadrofoniji. Leta 2002 je bil album remasteriziran in ponovno izdan pri založbi Rhino Records s tremi dodatnimi skladbami: vadenjem Lammove »A Song for Richard and His Friends«, ki je izšla na albumu Chicago at Carnegie Hall, zgodnja verzija Kathove »Mississippi Delta City Blues«, ki je izšla kasneje na Chicago XI, in single verzija skladbe »Dialogue«.
17. avgusta 2011 je založba Warner Japan izdala ta album na Super Audio CD-ju v seriji Warner Premium Sound series.

## Priznanja
- 1973: Chicago V, Best Small-Combo LP, Playboy Jazz & Pop anketa[8][9]

## Seznam skladb
| Stran 1 | Stran 1                | Stran 1      | Stran 1            | Stran 1 |
| Št.     | Naslov                 | Pisec        | Vokal              | Dolžina |
| ------- | ---------------------- | ------------ | ------------------ | ------- |
| 1.      | „A Hit by Varèse‟      | Robert Lamm  | Lamm               | 4:56    |
| 2.      | „All Is Well‟          | Lamm         | Lamm               | 3:52    |
| 3.      | „Now That You've Gone‟ | James Pankow | Terry Kath         | 5:01    |
| 4.      | „Dialogue (Part I)‟    | Lamm         | Kath, Peter Cetera | 2:57    |
| 5.      | „Dialogue (Part II)‟   | Lamm         | Lamm, Kath, Cetera | 4:13    |

| Stran 2 | Stran 2                 | Stran 2 | Stran 2      | Stran 2 |
| Št.     | Naslov                  | Pisec   | Vokal        | Dolžina |
| ------- | ----------------------- | ------- | ------------ | ------- |
| 6.      | „While the City Sleeps‟ | Lamm    | Lamm         | 3:53    |
| 7.      | „Saturday in the Park‟  | Lamm    | Lamm, Cetera | 3:56    |
| 8.      | „State of the Union‟    | Lamm    | Cetera       | 6:12    |
| 9.      | „Goodbye‟               | Lamm    | Cetera       | 6:02    |
| 10.     | „Alma Mater‟            | Kath    | Kath         | 3:56    |

### Dodatne skladbe (ponovna izdaja 2002)
1. »A Song for Richard and His Friends (studijska verzija brez vokalov)« (Lamm) – 8:15
2. »Mississippi Delta City Blues (prva posneta verzija)« (Kath) – 5:28
3. »Dialogue (Part I & II) (single verzija)« (Lamm) – 5:02

## Osebje

### Chicago
- Peter Cetera – bas, wah-wah bas, glavni vokal, spremljevalni vokal
- Terry Kath – električne kitare, akustične kitare, glavni vokal, spremljevalni vokal
- Robert Lamm – klavir, Hammond orgle, Fender Rhodes, Hohner Pianet, glavni vokal, spremljevalni vokal
- Lee Loughnane – trobenta, krilnica, tolkala, spremljevalni vokal
- James Pankow – trombon, tolkala, spremljevalni vokal, trobilni aranžmaji
- Walter Parazaider – saksofoni, flavta, tolkala, spremljevalni vokal
- Danny Seraphine – bobni, konge, zvonovi, tolkala

### Produkcija
- James William Guercio – producent
- Wayne Tarnowski – inženir
- Nick Fasciano – oblikovanje logotipa
- John Berg – oblikovanje albuma
- Jim Houghton in Earl Steinbicker – fotografija
- Beverly Scott – črke
- Joe Gastwirt – remastering

## Lestvice
Album
| Leto | Lestvica                         | Mesto |
| ---- | -------------------------------- | ----- |
| 1972 | Billboard Top R&B/Hip-Hop Albums | 33    |
| 1972 | Billboard 200                    | 1     |
| 1972 | Billboard Jazz Albums            | 1     |

Singli
| Leto | Single                    | Lestvica          | Mesto |
| ---- | ------------------------- | ----------------- | ----- |
| 1972 | »Dialogue (Parts I & II)« | Billboard Hot 100 | 24    |
| 1972 | »Saturday in the Park«    | Billboard Hot 100 | 3     |

## Certifikati
| Organizacija | Nivo              | Datum             |
| ------------ | ----------------- | ----------------- |
| RIAA – ZDA   | Zlati             | 31. julij 1972    |
| RIAA – ZDA   | Platinasti        | 21. november 1986 |
| RIAA – ZDA   | Dvojni platinasti | 21. november 1986 |